# Старопіщане
Старопіща́не (рос. Старопесчаное) — село у складі Бурлинського району Алтайського краю, Росія. Входить до складу Новопіщанської сільської ради.

## Населення
Населення — 4 особи (2010; 2 у 2002).
Національний склад (станом на 2002 рік):
- українці — 50 %
- росіяни — 50 %